# James Taylor
James Vernon Taylor, född 12 mars 1948 i Boston, Massachusetts, är en amerikansk sångare, låtskrivare och gitarrist. Han hade under 1970-talet stora framgångar som singer-songwriter, med låtar som "Sunny Skies", "Country Road" och "Sweet Baby James".
2000 valdes James Taylor in i Rock and Roll Hall of Fame.

## Biografi

### Tidiga år
Han föddes i Boston men växte från tre års ålder upp i Carrboro i North Carolina, ett samhälle alldeles i utkanten av Chapel Hill där hans far Isaac M. Taylor var dekanus vid University of North Carolina Medical School från 1964 till 1971. Hans familj tillbringade somrarna på Martha's Vineyard.

### Tidig karriär
James Taylor lärde sig först spela cello som barn i Carrboro (nära Chapel Hill), och bytte till gitarr 1960. Hans stil på det instrumentet utvecklades genom att lyssna till hymner, carols och Woody Guthrie. Han studerade vid Milton Academy, en förberedande skola i Massachusetts, och tillbringade somrarna vid Martha's Vineyard, där han mötte Danny Kortchmar. De två började spela folkmusik ihop. Efter att ha lämnat skolan bildade han ett band vid namn The Fabulous Corsairs med sin bror Alex. Senare togs han in på mentalsjukhus för depression. Han fick ett high school-diplom på sjukhuset, och lämnade det sedan och bildade ett band vid namn Flying Machine med Kortchmar och Joel O'Brien i New York. Bandet hade skivkontrakt med Rainy Day Records och släppte en singel, "Brighten Your Night with My Day" (B-sida: "Night Owl"). Singeln var ingen framgång. (En brittisk grupp med samma namn dök upp 1969 och hade en hit med "Smile a Little Smile for Me".)

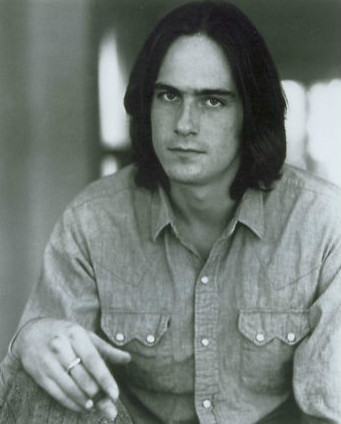
James Taylor, PR-foto från tidigt 1970-tal.

Då han bodde i New York blev James Taylor beroende av heroin. En kväll, efter att ha fått desperata telefonsamtal, for hans far till New York och räddade honom. Taylor skrev senare sången "Jump Up Behind Me", som hyllade hans far under en tid av desperat hjälpbehov. Sången handlar också om James Taylors minnen av den långa resan från New York tillbaka till hemmet i Chapel Hill.
James Taylors karriär började i mitten av 1960-talet. 1968 fick han skivkontrakt med det brittiska skivbolaget Apple, som startats av The Beatles. Den första LP:n James Taylor producerades av Peter Asher, som tidigare spelat i duon Peter and Gordon och vars syster Jane Asher hade varit Paul McCartneys sambo. Både Paul McCartney och George Harrison medverkar på skivan. Paul McCartney spelar till exempel bas på låten Carolina in My Mind. Första textraden i låten Something in the Way She Moves gav inspiration George Harrisons låt Something, som börjar med just denna textrad.
1969 var det år som The Beatles splittrades på grund av personliga, musikaliska och ekonomiska konflikter. Den nye managern Allen Klein, som Paul McCartney aldrig skrev på kontraktet med, vidtog olika åtgärder för att rädda gruppens och dess bolags ekonomi. Bland annat sparkade han Peter Asher som producent på skivbolaget Apple. Detta ledde till att James Taylor följde med Asher till hans nya skivbolag Warner Brothers. Av denna anledning var det länge svårt att få tag på Taylors första LP, medan den andra LP:n Sweet Baby James och senare skivor varit betydligt lättare att hitta i handeln.

### Genombrott och senare karriär

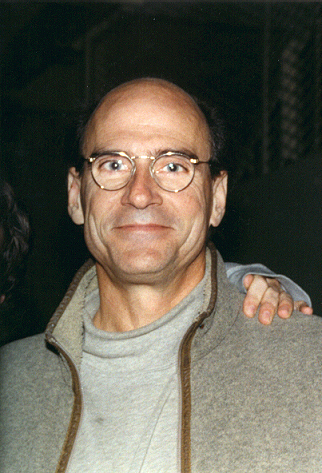
James Taylor 1999.

Taylor fick större publik i början av 1970-talet, sjungande känsliga och lugna akustiska sånger. Han var en del av en våg av singer-songwriters vid den tiden, där några andra framgångsrika var Joni Mitchell, Tom Rush, Cat Stevens, Carole King, John Denver, Jackson Browne, Jim Croce, Arlo Guthrie, Warren Zevon, Don McLean och Carly Simon, som James Taylor senare gifte sig med.
Hans Greatest Hits 1976 sålde diamant och har sålt mer än elva miljoner exemplar. Han har behållit en stor publik även under 1990-talet och början av 2000-talet, då några av hans bäst säljande och mest prisade album släpptes.
James Taylor invaldes i Rock and Roll Hall of Fame år 2000.

### Musik i familjen
Taylor är bror till syskonen Alex Taylor, Kate Taylor och Livingston Taylor, som alla var för sig har spelat in album. Livingston är fortfarande aktiv musiker. Kate var aktiv på 1970-talet, men spelade även in ett album 2003. Alex avled 1993. James Taylors barn med Carly Simon, Ben och Sally, har båda startat sina karriärer som musiker.

## Verklista

### Diskografi (album)
- James Taylor (1968)
- Sweet Baby James (1970)
- Mud Slide Slim and the Blue Horizon (1971)
- One Man Dog (1972)
- Walking Man (1974)
- Gorilla 1975
- Rainy Day Man (1975)
- In the Pocket  (1976)
- JT 1977
- Greatest Hits (1977) (samlingsalbum)
- Flag (1979)
- Dad Loves His Work (1981)
- That's Why I'm Here (1985)
- Never Die Young (1988)
- New Moon Shine (1991)
- Live In Rio (1985) (1992) (live)
- (Live) (1993) (live, 2-CD)
- Hourglass (1997)
- October Road (2002)
- A Christmas Album (2004)
- James Taylor at Christmas (2006)
- One Man Band (Live at the Colonial Theatre) (2007) (live)
- Covers (2008)
- Live at the Troubadour (2010) (live, tillsammans med Carole King)
- Before This World (2015)

### Filmografi
- Fortare än döden (1971; Two-Lane Blacktop)
- Working (1982) (TV-film)
- Funny People (2009) (film)